# Autorretrato como alegoria da pintura
Autorretrato como alegoria da pintura (Autoritratto come allegoria della Pittura, em italiano) é um autorretrato da pintora italiana Artemisia Gentileschi. O óleo sobre tela foi iniciado pela artista em 1638 e terminado em 1639. É considerada uma pintura do estilo barroco.
Atualmente, o quadro faz parte da Academia Real Inglesa e encontra-se dentro da Galeria da Rainha, no Palácio de Buckingham, em Londres. Suas medidas são 98,6 centímetros de altura e 75,2 centímetros de largura.

## Descrição
O quadro retrata Artemisia Gentileschi, a própria autora da obra, como a alegoria da pintura. Na tela, ela aparece segurando um pincel com a mão direita e com este mesmo braço levemente levantado, como se estivesse pintando um quadro fora da imagem. O braço esquerdo aparece segurando uma paleta de tintas.

## Histórico
Artemisia produziu esta tela em Londres, na corte de Carlos I, enquanto viajava com seu pai, o também pintor Orazio Gentileschi. Após a morte do governante, a obra só voltou à coleção real durante o período da Restauração, onde continua até hoje.

## Análise
Este quadro difere-se de um autorretrato comum, porque representa a própria autora como a alegoria da pintura. Visto que pintores homens não conseguiam desenhar a si próprios desta forma, já que a alegoria da atividade é sempre simbolizada por uma figura feminina, este quadro chamou atenção da comunidade artística da época. Ainda mais porque, quando foi realizado, não existiam muitas artistas mulheres.
É possível identificar que Artemisia pintou a alegoria da pintura graças às características físicas da figura feminina na tela, que seguem a descrição feita por Cesare Rippa em Iconologia. De acordo com o livro, este símbolo é representado por uma mulher segurando um pincel em uma mão e uma paleta de tintas na outra. A figura também deve ter sobrancelhas arqueadas e cabelos escuros e despenteados, os quais simbolizam o fervor do ato de pintar, e usar um vestido colorido com as mangas dobradas, uma faixa sobre a boca e um colar de ouro no pescoço, de onde pende uma máscara com a palavra "imitação", em italiano.
Artemisia utiliza todos esses recursos na sua caracterização, exceto dois: a palavra "imitatio" e a faixa cobrindo a boca. Acredita-se que a artista deixou esses aspectos de lado propositalmente, para não representar a figura de maneira depreciativa.